# Kodeks 0223
Kodeks 0223 (Gregory-Aland no. 0223) – grecki kodeks uncjalny Nowego Testamentu na pergaminie, paleograficznie datowany na VI wiek. Do naszych czasów zachował się fragment jednej karty kodeksu. Jest przechowywany w Wiedniu. Jest cytowany w krytycznych wydaniach greckiego Nowego Testamentu.

## Opis
Do naszych czasów zachował się fragment jednej karty, z tekstem Drugiego Listu do Koryntian (1,17-2,2). Oryginalne karty kodeksu miały rozmiar 12 na 8,5 cm, zachowany fragment ma rozmiary 8,8 na 7 cm.
Tekst pisany jest dwoma kolumnami na stronę, w 17 linijkach w kolumnie.

## Tekst
Fragment reprezentuje aleksandryjską tradycję tekstualną. Kurt Aland zaklasyfikował go do kategorii II, co oznacza, że jest ważny dla odtworzenia oryginalnego tekstu Nowego Testamentu.

## Historia
Rękopis datowany jest przez INTF na VI wiek . Nieznane jest miejsce, z którego pochodzi fragment, wskazuje się na Egipt (Fajjum).
Na listę rękopisów Nowego Testamentu wciągnął go Kurt Aland w 1953 roku, oznaczając go przy pomocy siglum 0223.
Tekst fragmentu opublikował Peter Sanz w 1946 oraz Porterowie w 2008 roku. Fragment był badany ponadto przez paleografa J. Schefzyka.
Rękopis przechowywany jest w Austriackiej Bibliotece Narodowej (Pap. G. 3073) w Wiedniu .